# 岡山県道408号東水砂矢掛線
岡山県道408号東水砂矢掛線（おかやまけんどう408ごう ひがしみずすなやかげせん）は、岡山県井原市から小田郡矢掛町に至る一般県道である。

## 概要
井原市美星町東水砂と小田郡矢掛町東川面を結ぶ。

### 路線データ
- 起点：井原市美星町東水砂（岡山県道48号笠岡美星線交点）
- 終点：小田郡矢掛町東川面（国道486号交点）
- 総延長：5.6 km

## 歴史
- 1972年（昭和47年）
  - 3月21日 - 岡山県告示第263号により認定。それまであった岡山県道水名三山矢掛線のうち、岡山県道48号笠岡成羽線（1982年（昭和57年）廃止、現：岡山県道48号笠岡美星線）に移行しなかった部分が本路線に移行。
  - 秋ごろ（正確な時期は不明） - 県道番号が現行のものに変更される。
- 2005年（平成17年）3月1日 - 小田郡美星町が井原市に編入されたことにより起点の地名が変更される（小田郡美星町東水砂→井原市美星町東水砂）。

## 備考
井原市美星町東水砂（起点） - 小田郡矢掛町西川面間は改良が終わって快適な道になっているが、小田郡矢掛町西川面 - 小田郡矢掛町東川面（終点）間は狭い部分が多い。また、終点間際で北田橋で星田川左岸から星田川右岸に移るが、その部分の案内が不十分である。
終点では国道486号総社方面からの右折進入は渋滞防止のため7:00 - 9:00の間は禁止されている。

### 道路施設

#### 橋梁
- 北田橋（星田川（高梁川支流））

## 地理

### 通過する自治体
- 井原市
- 小田郡矢掛町

### 交差する道路
| 交差する道路           | 市町村名 | 市町村名 | 交差する場所 | 交差する場所 |
| ---------------------- | -------- | -------- | ------------ | ------------ |
| 岡山県道48号笠岡美星線 | 井原市   | 井原市   | 美星町東水砂 | 起点         |
| 国道486号              | 小田郡   | 矢掛町   | 東川面       | 終点         |

### 交差する鉄道
- 井原鉄道井原線

### 沿線
- 矢掛町立川面小学校